# قرصعنة ثنائية التفرع
القِرصَعنة ثنائية التفرع (باللاتينية: Eryngium dichotomum) نوع نباتي عشبي يتبع جنس القِرصَعنة من الفصيلة الخيمية.

## الموئل والانتشار
موطنه الأصلي بلاد الشام والمغرب العربي وإيطاليا.